# Шуц (Німеччина)
Шуц (нім. Schutz) — громада в Німеччині, розташована в землі Рейнланд-Пфальц. Входить до складу району Вульканайфель. Складова частина об'єднання громад Даун.
Площа — 9,04 км2. Населення становить 144 ос. (станом на 31 грудня 2020).